# Ferrari F430 Challenge
Ferrari F430 Challenge er baseret på Ferraris F430 og har derfor den samme motor. Den blev introduceret i 2005 på Frankfurt Motor Show som en erstatning for Ferrari 360 Challenge.
Vægten er blevet sænket, og dette ses tydeligt på interiøret. Her er ingen radio, tæpperne er fjernet og sæderne er skiftet ud med racersæder.
| Stub | Spire Denne bilrelaterede artikel er en spire som bør udbygges. Du er velkommen til at hjælpe Wikipedia ved at udvide den. |